# Administrativní dělení Abcházie

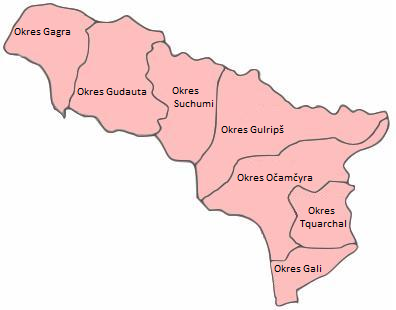
Mapa okresů Abcházie

Abcházie je dělená na 7 okresů. Okresy jsou stejné jako byly za SSSR, s jedinou výjimkou v okresu Tkvarčeli, který byl vytvořen v roce 1995 z částí okresů Gali a Očamčyra. Podle Gruzie, která považuje Abcházii za svou součást, ale nemá nad ní žádnou kontrolu, jsou okresy stejné jako za sovětské éry, tedy jich je šest. 
Okresy se dále dělí na menší správní jednotky, obce. V Abcházii se celkově nachází 105 těchto obecních center.
Představitelé jednotlivých okresů jsou voleni v komunálních volbách a do funkcí je jmenuje prezident republiky Abcházie. Každý okres i každá obec mají svá zastupitelstva.

Okrsky v Abcházii

## Seznam okresů
| Okres           | Správní města, Města | Obecní centra | Abchazské obyvatelstvo v % (2011) |
| --------------- | -------------------- | --- | --------------------------------- |
| Okres Gagra     | Gagra, Picunda       | Alachadzi, Amzara, Bagrypsta, Bzyb, Candrypš, Gjačrypš, Chašpsy, Chyšcharypš, Ldzaa, Machadyr, Mkjalrypš, Psachara | 38,5 %                            |
| Okres Gudauta   | Gudauta, Nový Atos   | Aacy, Abgarchuk, Ačandara, Amžikuchua, Anchua, Arsaul, Barmiš, Blabyrchua, Duripš, Džirchua, Chuap, Chupsta, Kaldachura, Kulanyrchva, Lychny, Mcara, Mgudzyrchua, Mysra, Otchara, Psyrdzcha, Zvandripš                                     | 81,9 %                            |
| Okres Suchumi   | Suchumi              | Akapa, Baslata, Dzyguta, Ešera, Guma, Gumista, Horní Ešera, Jaštchua, Pschu | 61,5 %                            |
| Okres Gulrypš   | Gulrypš              | Agudzera, Ažara, Babyšira, Bagmaran, Cabal, Dranda, Kacikyt, Mačara, Marchjaul, Pšap | 33,6 %                            |
| Okres Očamčyra  | Očamčyra             | Ačguara, Adzjubža, Akuaskia, Aradu, Arakič, Arasadzych, Arménská Atara, Atara, Baslachu, Člou, Gudava, Guada, Gup, Džal, Džgerda, Ilori, Kyndyg, Kočara, Kutol, Labra, Markula, Mokva, Ochurej, Otap, Pakuaš, Reka, Tamyš, Tchina, Šašalat | 77,7 %                            |
| Okres Tkvarčeli | Tkvarčeli            | Agubedia, Bedja, Carča, Čchuartal, Gumryš, Machur, Okum, První Bedja, První Gal, Rečchu, Tkuarčal | 32 %                              |
| Okres Gali      | Gali                 | Alakumchara, Čuburchindži, Dichazurga, Dolní Bargebi, Druhá Otobaja, Gagida, Ganachleba, Horní Bargebi, Machumdžia, Nabakevi, Papynrchua, Pičori, Primorsk, První Otobaja, Rjap, Sida, Šašikvara, Tagiloni                                 | 0,7 %                             |

## Historické oblasti
Abcházie se tradičně dělí do sedmi regionů. Věřilo se, že tyto regiony, zanesené i v Abchazské ústavě z roku 1994, jsou symbolizovány sedmi hvězdami na Abchazské vlajce, avšak toto tvrzení se ukázalo být nepravdivé..
- Sadzen (Okres Gagra a okolí Soči, jež je dnes součástí Ruska)
- Bzyb (Okres Gudauta)
- Guma (Okres Suchumi)
- Abžyva (Okres Očamčyra a částečně i Okres Tkvarčeli)
- Samurzakan (Okres Gali a částečně i Okres Tkvarčeli)
- Dal-Cabal (Okres Gulrypš)
- Pschu-Aibga